# Балтский уезд
Ба́лтский уе́зд — административно-территориальная единица Подольской губернии Российской империи в XIX веке — начале XX века. Уездный город — Балта.

## География
Уезд располагался на юго-восточной окраине губернии. Граничил: на севере — с Ольгопольским и Гайсинским уездами Подольской губернии; на северо-востоке — с Уманским уездом Киевской губернии; на востоке — с Елисаветградским уездом Херсонской губернии, на юге — с Ананьевским и Тираспольским уездами Херсонской губернии, на западе — с Оргеевским уездом Бессарабской губернии. Простирался от реки Днестр на западе до реки Синюха на востоке, занимал площадь в 140,17 кв. миль (или 6824,5 кв. верст = 792685 десятин), по большей части ровной, ближе к Днестру — скалистой, поверхности в бассейнах рек Днестр и Южный Буг с его притоками: Савранкой, Кодымой (отделяющей Подольскую губернию от Херсонской), Синицей, Молдавкой, Синюхой. Уезд имел степной характер рельефа, около 50000 десятин леса, местность довольно высокая, речки и овраги глубоки. Южная часть уезда между Днестром и Ягорлыком бедна водой и мало населена. Почвы — лесные и чернозём, лежащие большей частью тонким слоем. Встречались пески: близ Саврани и по реке Кодыме. Озёр и болот не было. 

## Население
Число жителей на конец XIX века — 318327, в том числе православных — 79,5%, евреев — 18,5%, католиков — 1,8% и раскольников — 0,2%. 

## Экономика
Земледелие составляло главное занятие жителей, так что почти вся земля была распахана. Важнейший продукт — пшеница, отправляемая по железной дороге как в Одессу, так и за границу, на запад. Пшеницу сеяли как озимую, так и яровую, кроме того вывозился ячмень и льняное семя. По Днестру развито было садоводство и возделывание винограда. Скотоводство — незначительное, из-за недостатка пастбищ. Промышленность уезда определялась на конец XIX века общей суммой производительности на 698964 рублей, всех фабрик, заводов и фабрично-промышленных заведений в уезде — 634, в том числа: медно-чугунолитейный завод, сахароваренный, пивоваренный, 8 винокуренных, 2 мыловаренных, 7 свечно-сальных, 6 кожевенных, 32 гончарных, 10 кирпично-черепичных, завод для приготовления виноградных вин.

## Административное деление
На 1895 год в Балтский уезд входило 24 волости: 
 1-й мировой (земский) участок — Бакшанская, Воронковская, Корытнянская, Крутянская, Молокишская, Мошнягская, Нестоитская, Переймская (из которой в первые годы 20-го столетия выделилась Саражинская волость, куда вошли сëла Саражинка, Смолянка, Барсуки), Песчанская (в начале XX столетия выделилась также Бандуровская), Писаревская, Цыбулёвская, Чорнянская волости; 
 2-й мировой участок — Богопольская, Велико-Бобрикская, Велико-Мечетнянская, Вербовская, Голованевская, Даниловская, Липовенская, Савранская, Тридубская, Трояновская, Троянская, Юзефпольская волости. 
 Волостные правления размещались в сёлах и местечках. В уезде было 829 населённых пунктов, в том числе 1 город и 13 местечек.
В конце июня 1865 года в Балтском уезде отмечалась вспышка холеры. Она была привезена из Пруссии, откуда прибыли немецкие колонисты, где в то время была уже холерная эпидемия.